# Alfred Noble Prize
Der Alfred Noble Prize ist eine von der American Society of Civil Engineers (ASCE) vergebene Auszeichnung für besondere Veröffentlichungen auf dem Gebiet der Ingenieurwissenschaften. Sie wird zu Ehren des US-amerikanischen Bauingenieurs und ehemaligen Präsidenten der ASCE Alfred Noble (1844–1914) vergeben, der sich vorrangig mit Verkehrswasser-, Brücken- und Tunnelbau beschäftigte sowie Berater für drei US-Präsidenten bei der Planung des Nicaragua- und Panamakanals war.
Die auszuzeichnende Arbeit darf höchstens zwei Autoren haben, wobei der Hauptautor nicht älter als 35 Jahre zum Zeitpunkt der Veröffentlichung sein darf. Weiterhin müssen sie entweder Mitglied der ASCE, des American Institute of Mining, Metallurgical, and Petroleum Engineers (AIME), der American Society of Mechanical Engineers (ASME), des Institute of Electrical and Electronics Engineers (IEEE) oder der Western Society of Engineers (WSE) sein. Die Auszeichnung wurde 1929 gestiftet und 1931 erstmals vergeben.

## Preisträger
- 1931 – C. T. Eddy
- 1932 – Frank M. Starr
- 1933 – Claude Maxwell Stanley
- 1936 – Abe Tilles
- 1937 – G. M. L. Sommerman (Westinghouse)
- 1938 – Ralph J. Schilthuis, E. C. Huge (Honorable Mention)
- 1939 – Claude Shannon
- 1941 – Robert Fred Hays, Jr.
- 1942 – George Wesley Dunlap
- 1943 – Benjamin J. Lazan
- 1944 – Walter R. Wilson
- 1945 – August L. Ahlf
- 1946 – Martin Goland
- 1947 – John H. Hollomon[2]
- 1948 – Robert L. Hoss
- 1949 – John C. Fisher
- 1950 – Ralph J. Kochenburger
- 1951 – Eldo C. Koenig
- 1952 – Myron Tribus
- 1953 – Henry M. Paynter, Jr.
- 1954 – Cornelius Sheldon Roberts
- 1955 – Richard Louis Bright
- 1956 – Mohamed Mortada
- 1957 – Ray D. Bowerman
- 1958 – Ghaffar Farman-Farmanian
- 1959 – Paul Shewmon
- 1960 – Ronald T. McLaughlin, Jr.[3]
- 1961 – George S. Reichenbach
- 1962 – Richard J. Wasley
- 1963 – Alan Garnett Davenport
- 1964 – Burton J. Mcmurtry
- 1965 – Stephen E. Harris
- 1966 – Bobby O. Hardin
- 1967 – Frederick J. Moody
- 1968 – Richard Holland
- 1969 – Ronald Gibala
- 1970 – Peter W. Marshall
- 1971 – Ben G. Burke[4]
- 1972 – Christopher L. Magee
- 1973 – Dieter D. Pfaffinger
- 1974 – V. K. Gupta
- 1975 – William L. Smith
- 1976 – S. N. Singh[5]
- 1977 – John E. Killough[6]
- 1978 – Maria Comminou
- 1979 – Alan S. Willsky
- 1980 – C. L. Briant[7]
- 1981 – Bharat Bhushan
- 1982 – George Gazetas
- 1984 – William R. Brownlie
- 1986 – David L. McDowell[8]
- 1987 – Keith D. Hjelmstad
- 1988 – Filip C. Filippou
- 1989 – Ian D. Moore
- 1990 – Fariborz Barzegar-Jamshidi
- 1991 – Kwai S. Chan
- 1993 – Sharon L. Wood
- 1994 – G. Scott Crowther
- 1995 – Maria Q. Feng
- 1997 – Hermann F. Spoerker
- 1998 – Laura B. Parsons
- 2000 – Evan Jannoulakis
- 2002 – Kevin W. Cassel
- 2005 – Christopher R. Clarkson
- 2006 – Jeffrey S. Kroner
- 2007 – Cynthia L. Dinwiddie
- 2008 – Steven R. Meer, Craig H. Benson
- 2009 – Ghim Ping Ong, Tien F. Fwa
- 2011 – Raffaella Paparcone, Markus J. Buehler
- 2012 – Marios Panagiotou, Jose I. Restrepo
- 2013 – Shivam Tripathi, Rao S. Govindaraju
- 2014 – Pallava Kaushik, Hongbin Yin
- 2015 – Mohamed Soliman, Dan M. Frangopol
- 2016 – Teng Wu, Ahsan Kareem
- 2017 – Kristina Stephan, Carol C. Menassa
- 2019 – Gholamreza Amirinia, Sungmoon Jung
- 2020 – Mustafa Mashal, Alessandro Palermo
- 2021 – Amit H. Varma, Zhichao Lai
- 2022 – Zhihao Kong
- 2023 – Jiannan Cai, Hubo Cai
- 2024 – Xu Han, Dan M. Frangopol
- 2025 – Michael W. Levin